# Holle

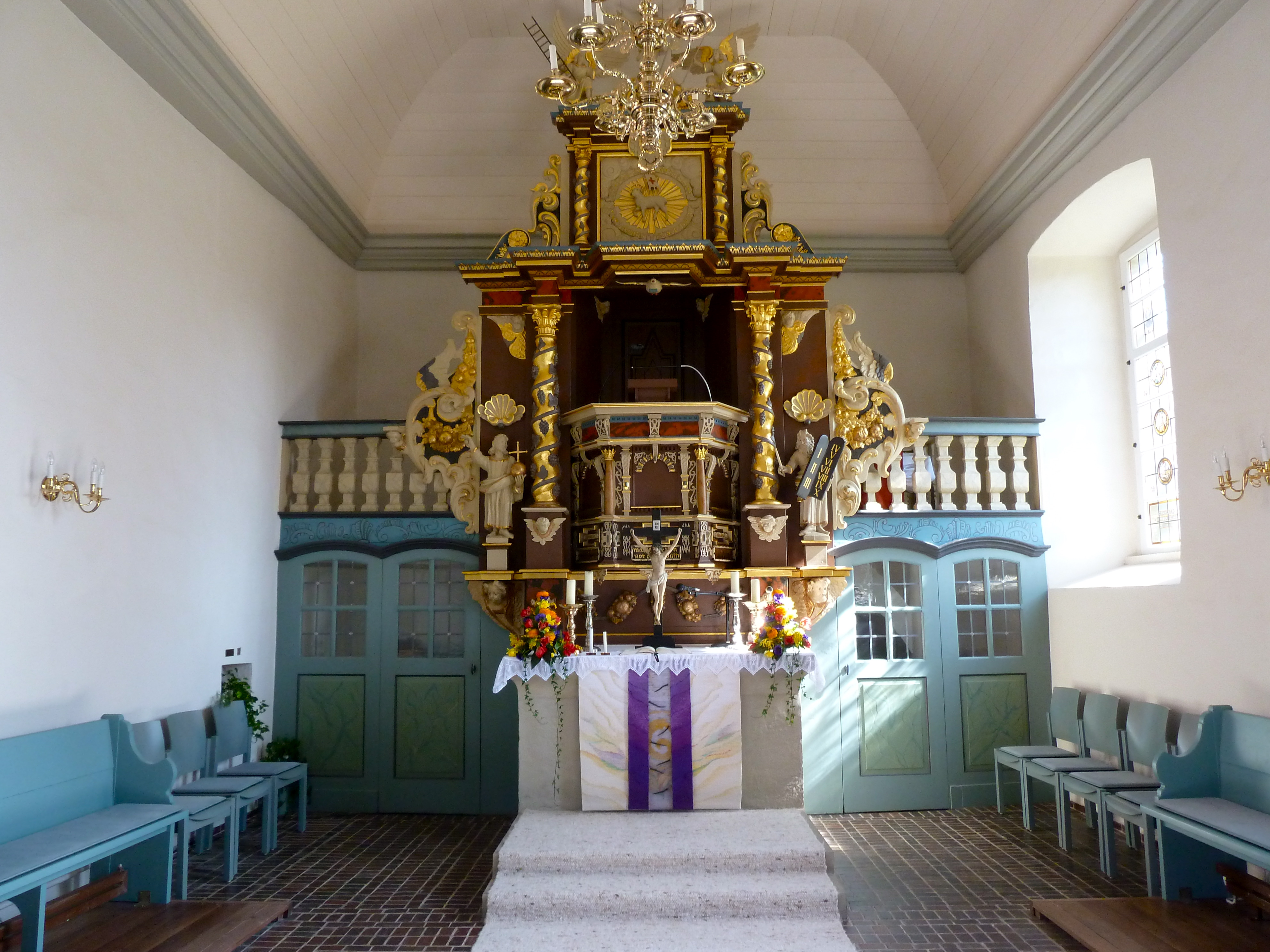
Holle, Kirche St. Martin – Inneres

Holle ist eine Gemeinde im Landkreis Hildesheim in Niedersachsen (Deutschland). Die Gemeinde hat rund 7100 Einwohner (2022) und erstreckt sich auf einer Fläche von etwa 66 km².

## Geographie
Holle liegt zwischen den Höhenzügen Vorholz im Norden, Lichtenberge (Nordwestteil des Salzgitter-Höhenzugs) im Osten und Hainberg im Südosten. Die Flusstäler der Innerste und Nette und die Waldgebiete der vorgenannten Höhenzüge bestimmen das landschaftliche Bild der Gemeinde Holle, die sich als eine Art grüne Lunge unweit der Großräume Hannover/Hildesheim und Braunschweig/Salzgitter befindet.
Holle gehört zum bereits im Mittelalter existierenden Ambergau. Als Gemeinde der Schlösser und Burgen hat Holle viele historische Kulturgüter zu bieten.

## Gemeindegliederung
Die Gemeinde Holle besteht aus den Ortsteilen Astenbeck, Derneburg, Grasdorf, Hackenstedt, Heersum, Henneckenrode, Holle, Luttrum, Sillium, Söder, Sottrum und Wohldenberg. Die größte Ortschaft ist Holle vor Sottrum, Grasdorf und Heersum.
| Ortsteil       | Einwohnerzahl |
| -------------- | ------------- |
| Holle          | 2750          |
| Sottrum        | 821           |
| Grasdorf       | 782           |
| Heersum        | 685           |
| Sillium        | 625           |
| Derneburg      | 558           |
| Hackenstedt    | 441           |
| Luttrum        | 331           |
| Henneckenrode  | 52            |
| Söder          | 31            |
| Gemeinde Holle | 7076          |

1. ↑  mit dem Ortsteil Wohldenberg
2. ↑  mit dem Ortsteil Astenbeck

(Stand: 31. Dezember 2021)

## Geschichte
Das an zwei alten Handelsstraßen von Lüneburg nach Nürnberg und von Hildesheim nach Goslar gelegene Holle muss aber schon zu germanischer Zeit eine wichtige Bedeutung gehabt haben, wie Ausgrabungsfunde vom Holler Kirchberg beweisen. Holle wurde urkundlich erstmals 1146 erwähnt. Die Ritterfamilie von Holle, der zahlreiche Besitzungen in Holle und Umgebung gehörten, erschien gegen Ende des 12. Jahrhunderts. Ihr Machteinfluss schwand zunehmend zugunsten der Grafen vom Wohldenberg, die für kurze Zeit zu den mächtigsten Herrschern im nördlichen Harzvorland zählten. Aus dieser Zeit stammt auch der berühmte Berthold von Holle, der erste Sänger aus dieser Gegend, der in deutscher, d. h. höfischer Sprache dichtete und um 1260 die Dichtung „Crane“ (Kranich) schuf, in der er die ritterlichen Tugenden der Liebe und Treue und die Abenteuer in fernen Ländern besingt.
Nach der Verlegung des Augustinerklosters von Holle nach Derneburg 1209–1213 durch Bischof Hartbert (1199–1216) entwickelte sich das Derneburger Kloster Anfang des 13. Jahrhunderts zum größten Grundbesitzer in der Grafschaft Holle. 1275 verkauften die Grafen vom Wohldenberg ihre Grafschaft mit der Burg an Bischof Otto I. von Braunschweig-Lüneburg, Hildesheimer Bischof von 1260 bis 1279. Mit diesem Besitz und den zahlreichen Erwerbungen des Klosters Derneburg wurde die Kirche zur einflussreichsten Institution in Holle und den benachbarten Dörfern. Die Grafschaft Holle bildete fortan als Untere Go neben weiteren Ambergaudörfern das Amt Wohldenberg innerhalb des Hochstiftes Hildesheim.
Im Jahr 1443 übergab Abt Heinrich Barnten aus dem Kloster Marienrode das Augustinerkloster in Derneburg dem Orden der Zisterzienser, weil die klösterlichen Sitten von den dort lebenden Nonnen immer weniger eingehalten wurden. Mit dieser Übergabe gelangte auch das Patronatsrecht über die Kirche St. Andreas an den Orden des Heiligen Bernhard von Clairvaux.
Mit der von Bischof Johann IV. verlorenen Hildesheimer Stiftsfehde fiel das Amt Wohldenberg und damit auch Holle 1523 an das Fürstentum Braunschweig-Wolfenbüttel unter Herzog Heinrich dem II., genannt der Jüngere. Unter seiner Regierung blieben zunächst die katholischen Religionsverhältnisse in den Pfarreien, so auch in  Sottrum, bestehen, wenn auch langfristig gesehen der Herzog die innerkirchlichen Strukturen zugunsten eines selbstständigen katholischen Landeskirchenregimentes ändern wollte. Aufgrund einer evangelischen Kirchenvisitation 1542 wurde Sottrum nach Holle eingepfarrt; die evangelische Gemeinde in Holle erhielt im Jahr 1544 mit Wilhelmus Bodicher ihren ersten Prädikanten. Nach dem Dreißigjährigen Krieg von 1618 bis 1648 kamen die Holler Dörfer wieder zum Hochstift Hildesheim zurück.
Holles überregionale Bedeutung kam 1728 noch einmal zum Ausdruck, als dem Ort das Privileg zum Abhalten von Jahrmärkten verliehen wurde. Der Holler Thie bekam den Namen Markt oder Marktplatz. Hier fanden im Frühjahr der Krammarkt und im Herbst der Viehmarkt bis in das Jahr 1930 statt, zu denen aus über 20 Dörfern der Umgebung die Landleute zum Einkaufen nach Holle kamen.
Die Bahnstrecke Derneburg–Seesen, die 1887 bis Bockenem und 1889 bis Seesen fertiggestellt wurde, führte westlich an Holle vorbei. Zwischen Sottrum und Burg Wohldenberg wurde ein Haltepunkt eingerichtet. Der ursprünglich ländliche Charakter von Holle änderte sich nach dem Zweiten Weltkrieg nachhaltig. Zwischen 1950 und 1980 entstanden in Holle große Baugebiete zwischen dem alten Dorf und der Schule, die auch heute noch erweitert werden. Auch der Autobahnbau von 1958 bis 1960 mit dem Zubringer nach Salzgitter/Braunschweig brachte wesentliche Veränderungen mit sich.
Die Bahnstrecke von Derneburg nach Seesen wurde 1990 für den Personen- und 1995 auch für den Güterverkehr stillgelegt. Sie wird noch gelegentlich von einer Museumseisenbahn, die auch am Haltepunkt Wohldenberg hält, und vereinzelt zur Beförderung von Gütern genutzt.
Als 1974 im Rahmen der niedersächsischen Gebietsreform die Einheitsgemeinde Holle entstand, konnte sich die Verbindung der einzelnen Dörfer auf eine jahrhundertealte gemeinsame Geschichte stützen. Zu der ehemaligen Grafschaft Holle gehörten im Altertum die Dörfer Astenbeck, Cantelsem, Derneburg, Grasdorf, Hackenstedt, Heersum, Henneckenrode, Holle, Luttrum, Söder und Sottrum sowie die Dörfer Binder, Wartjenstedt, Burgdorf, Hohenassel und Nordassel.
Am 26. Januar 2007 zerstörte ein Feuer große Teile der evangelischen St. Martinikirche in Holle.

### Herkunft des Ortsnamens
Alte Bezeichnungen des Ortes sind um 1146 Holle, 1148 Hollen, 1186 Hollen, 1201 Holle und um 1204 Holl.
Der Ort liegt auf ansteigendem Gelände; der Ortsname gehört wahrscheinlich zu der Grundform „Hulana“. Man vergleiche „Hollenstedt“: 947 Hullanstedi, 956 Hullansteti, 1101 Thitdvinus de Hollenstide, und englisch „hill“ („Hügel“). Dieses Wort ist in der englischen Toponymie bestens bekannt, fehlt aber auch auf dem Festland nicht.
Letzten Endes bedeutet Holle „Bergort, Bergsiedlung“.

### Eingemeindungen
Am 1. März 1974 wurden bei der Gebietsreform in Niedersachsen die Gemeinden Derneburg, Grasdorf, Hackenstedt, Heersum, Henneckenrode, Luttrum, Sillium, Söder und Sottrum eingegliedert.

## Politik

### Gemeinderat
Der Gemeinderat der Gemeinde Holle besteht aus 18 Ratsfrauen und Ratsherren. Dies ist die festgelegte Anzahl für eine Gemeinde mit einer Einwohnerzahl zwischen 6.001 und 7.000 Einwohnern. Die 18 Ratsmitglieder werden durch eine Kommunalwahl für jeweils fünf Jahre gewählt. Die aktuelle Amtszeit beginnt am 1. November 2021 und endet am 31. Oktober 2026.
Stimmberechtigt im Rat der Gemeinde ist außerdem der hauptamtliche Bürgermeister Falk-Olaf Hoppe (CDU).
Die letzte Kommunalwahl vom 12. September 2021 ergab das folgende Ergebnis (in Klammern Veränderung zur Wahl 2016):
- CDU: 8 Sitze (±0)
- SPD: 7 Sitze (−4)
- Grüne & Bürgerliste: 2 Sitze (+2)
- Wählergemeinschaft Sottrum: 1 Sitz (±0)

### Ortsrat
Anders als der Gemeinderat, der für alle Ortsteile der Gemeinde Holle zuständig ist, wird der Ortsrat nur für den gleichnamigen Ortsteil gewählt.
Nach den Kommunalwahlen in Niedersachsen 2021 verteilen sich die neun Sitze im Ortsrat wie folgt:
- SPD: 4 Sitze (−2; Stimmenanteil: 45,6 %)
- CDU: 4 Sitze (+1; Stimmenanteil: 41,9 %)
- Grüne & Bürgerliste: 1 Sitz (+1; Stimmenanteil: 12,5 %)

### Bürgermeister
Hauptamtlicher Bürgermeister der Gemeinde Holle ist Falk-Olaf Hoppe (CDU). Bei der letzten Bürgermeisterwahl am 12. September 2021 wurde er mit 51,43 % der Stimmen gewählt. Die Wahlbeteiligung lag bei 70,7 %. Hoppe trat seine Amtszeit am 1. November 2021 an.

### Wappen
Das Wappen der Gemeinde Holle zeigt in Silber auf grünem Boden einen Eichenbaum mit vier grünen Blättern und fünf goldenen Eicheln, davor eine rote Scheibenfibel mit vier goldenen und drei silbernen Beschlägen.

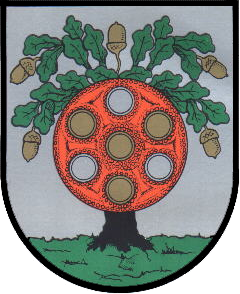
Holler Wappen

Das Holler Wappen erinnert an die alte Siedlungsgeschichte des Ortes und seine frühe überregionale Bedeutung als Gerichtsstätte. Im Mittelpunkt ist die Holler Scheibenfibel abgebildet, die 1936 als Grabbeigabe bei Ausgrabungen auf dem Holler Kirchberg gefunden wurde. Die Scheibenfibel zum Halten von Kleidungsstücken, ist aus einem reich verzierten Kupferblech von 50 mm Durchmesser gearbeitet, in das vier rote Glasplättchen und drei weiße Perlmuttscheibchen eingelegt sind. Sie stammt aus der Zeit der Merowinger um das Jahr 600.
Die Darstellung der Eiche geht auf einen alten Urkundentext von 1186 zurück, in dem vom Grafen Burchard von Wohldenberg die Rede ist, der „unter der Eiche bei Holle“ das Grafengericht abhielt. Die Ausübung dieser gräflichen Pflicht fand traditionsgemäß an althergebrachten Thingplätzen, aus germanischer Zeit, statt. Holle war zu der Zeit die Malstatt der „Niederen Go“ des Ambergaus, d. h. Gerichtsplatz der Grafen vom Wohldenberg. Das Rittergeschlecht derer von Holle wurde durch die Grafen vom Wohldenberg abgelöst.

### Gemeindepartnerschaften
Die Gemeinde Holle hat mit zwei Gemeinden eine Partnerschaft geschlossen:
- Gemeinde Rottleberode im Landkreis Mansfeld-Südharz im Land Sachsen-Anhalt, seit 1990
- Gemeinde Lasowice Wielkie im Landkreis Kluczbork in der Woiwodschaft Opole, Polen, seit 1999

## Kultur und Sehenswürdigkeiten

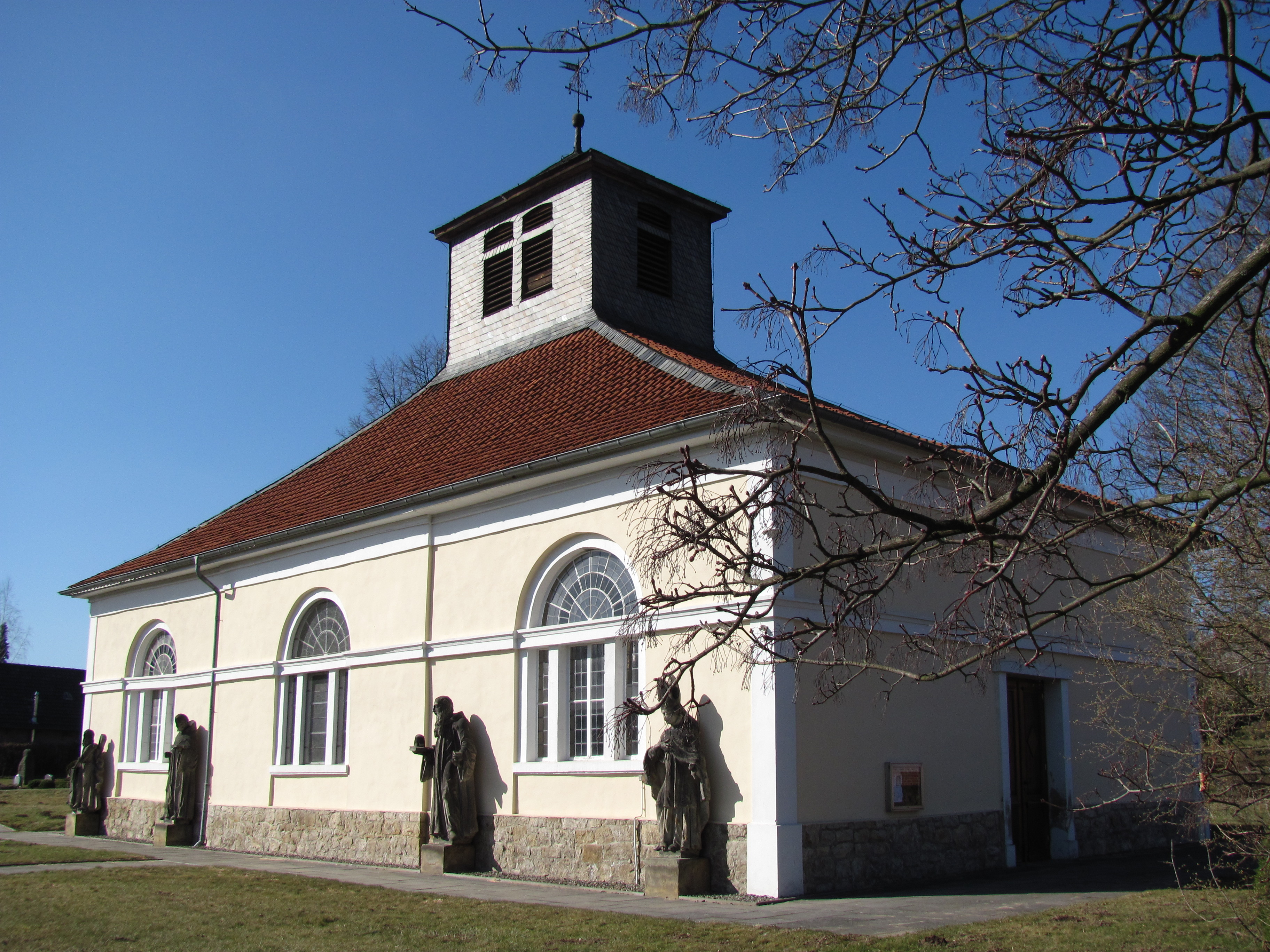
St.-Andreas-Kirche in Sottrum

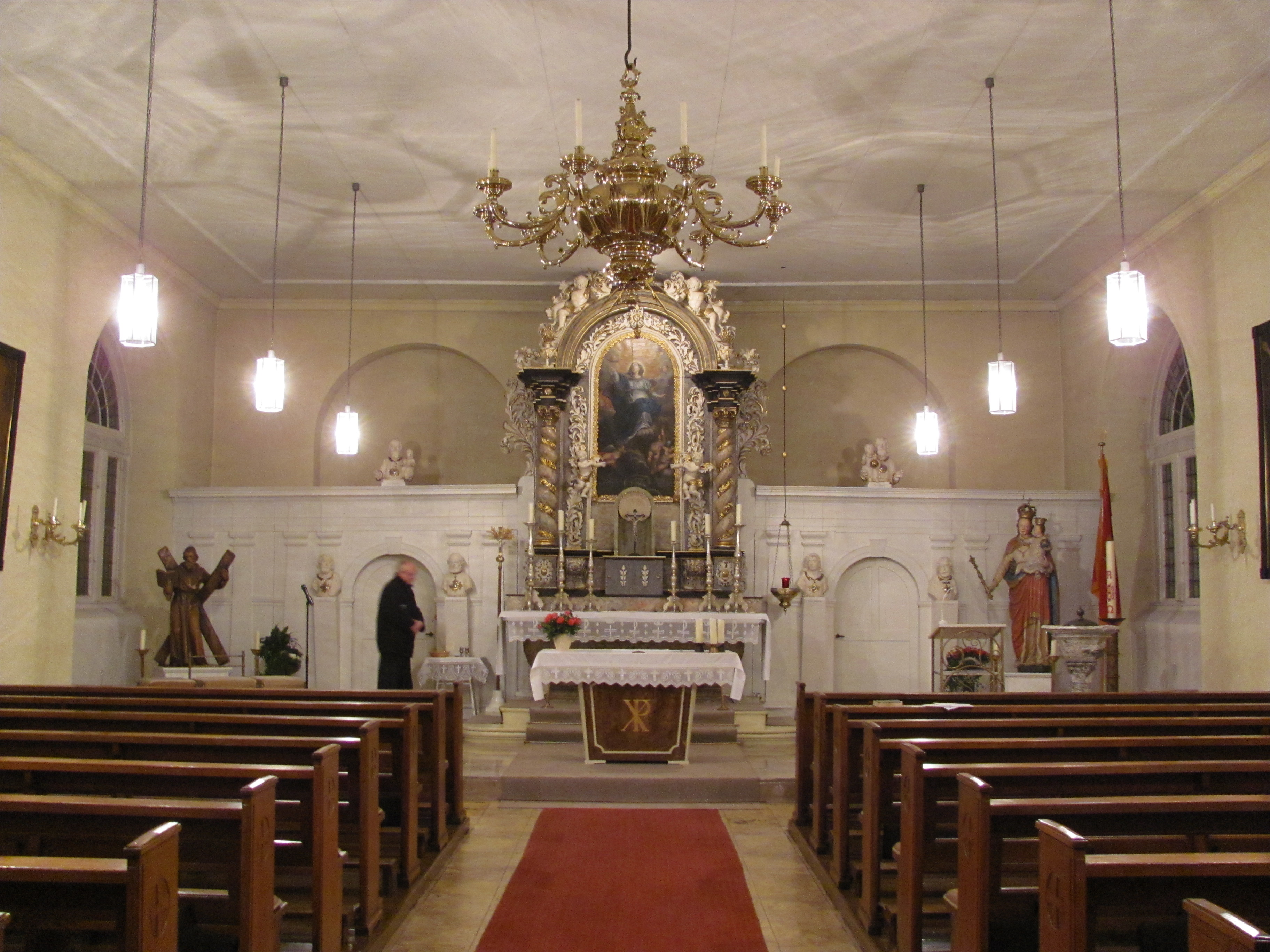
Innenraum der St.-Andreas-Kirche

Holle als Gemeinde der Schlösser und Burgen bietet zahlreiche historische Sehenswürdigkeiten. Darunter befinden sich die Burg Wohldenberg, das Schloss Derneburg, das Barockschloss Söder und das Renaissanceschloss zu Henneckenrode. Besichtigenswerte Kirchen sind die Annenkirche in Luttrum, St. Hubertus auf dem Wohldenberg (1731), die im Stil des Klassizismus 1817 nach einem Entwurf von Georg Ludwig Friedrich Laves erbaute Saalkirche St. Andreas in Sottrum mit ihrem Barockaltar und die Marienkapelle in Söder. Das Kulturzentrum und Ausflugscafé Das Glashaus und der Rundwanderweg Laves-Kulturpfad in Derneburg sind kulturhistorische Besonderheiten. Der Familienpark Sottrum ist ein beliebter Ort für Eltern und Kinder.
Holle wird mehrfach in Tom Clancys Thriller „Im Sturm“ erwähnt.

Heimatmuseum Holle
1981 wurde unter der Leitung des damaligen Gemeindeheimatpflegers Egon Perkuhn ein Arbeitskreis gegründet, der sich mit dem Aufbau eines Heimatmuseums befasste. Die Gemeinde Holle stellte dazu geeignete Räume im Gebäude der Bertholdstraße 16 in Holle zur Verfügung.
Ausgehend von einer kleinen Schulsammlung, die Wilhelm Geigele in den 1960er Jahren zusammengetragen hatte, wurde innerhalb kurzer Zeit der Bestand auf über 700 Exponate erweitert, so dass anlässlich der Eröffnung des Museums am 23. Oktober 1982 drei Räume zur Besichtigung freigegeben werden konnten. Am 28. August 1983 kamen zwei weitere Räume anlässlich der 850-Jahr-Feier Grasdorfs hinzu.
Am 27. Oktober 1984 erfolgte die Erweiterung des Museums auf zehn Räume. Nach einer Restaurierung des Hauses mit einem Bauvolumen von 250.000 DM konnte am 26. Mai 1989 das Heimatmuseum eröffnet werden. 270 Facharbeiterstunden und 295 Helferstunden vom Arbeitskreis Museum waren für die Innenarbeiten nötig.
Das Heimatmuseum bekam am 3. Januar 1998 die leerstehende Wohnung im Haus von der Gemeinde Holle zur Verfügung gestellt. Der Umbau und die Gestaltung der Räume wurde maßgebend durch den 2. Vorsitzenden Herrn Emmel durchgeführt. Zwanzig Räume auf 500 Quadratmetern einschließlich des Dachgeschosses können nun den Besuchern gezeigt werden.

## Sport
Das Sportangebot in Holle tragen mehrere Vereine. Im Breitensport werden beispielsweise Fußball, Handball, verschiedene Tanzgruppen, Cheerleader, Judo, Badminton, Volleyball, Tennis, Sportschießen, Turnen, Schwimmen und Fitnesssport angeboten. Eine besondere Stellung hat der Judo-Sport. Holler Judoka sind 2010 mit ihrer Männermannschaft in die Judo-Bundesliga aufgestiegen. Judoka haben sich auf nationalen und internationalen Turnieren platziert. Christophe Lambert aus dem Verein Judo in Holle qualifizierte sich für die Olympischen Spiele 2012 in London.
Eine Übersicht aller Vereine wird auf den Webseiten der Gemeinde geführt.

## Wirtschaft und Infrastruktur

### Gewerbe
Unter dem Namen „Business Point Holle“ veranstalten Holler Unternehmen eine jährliche Gewerbeschau mit Ausbildungsmesse.

### Verkehr

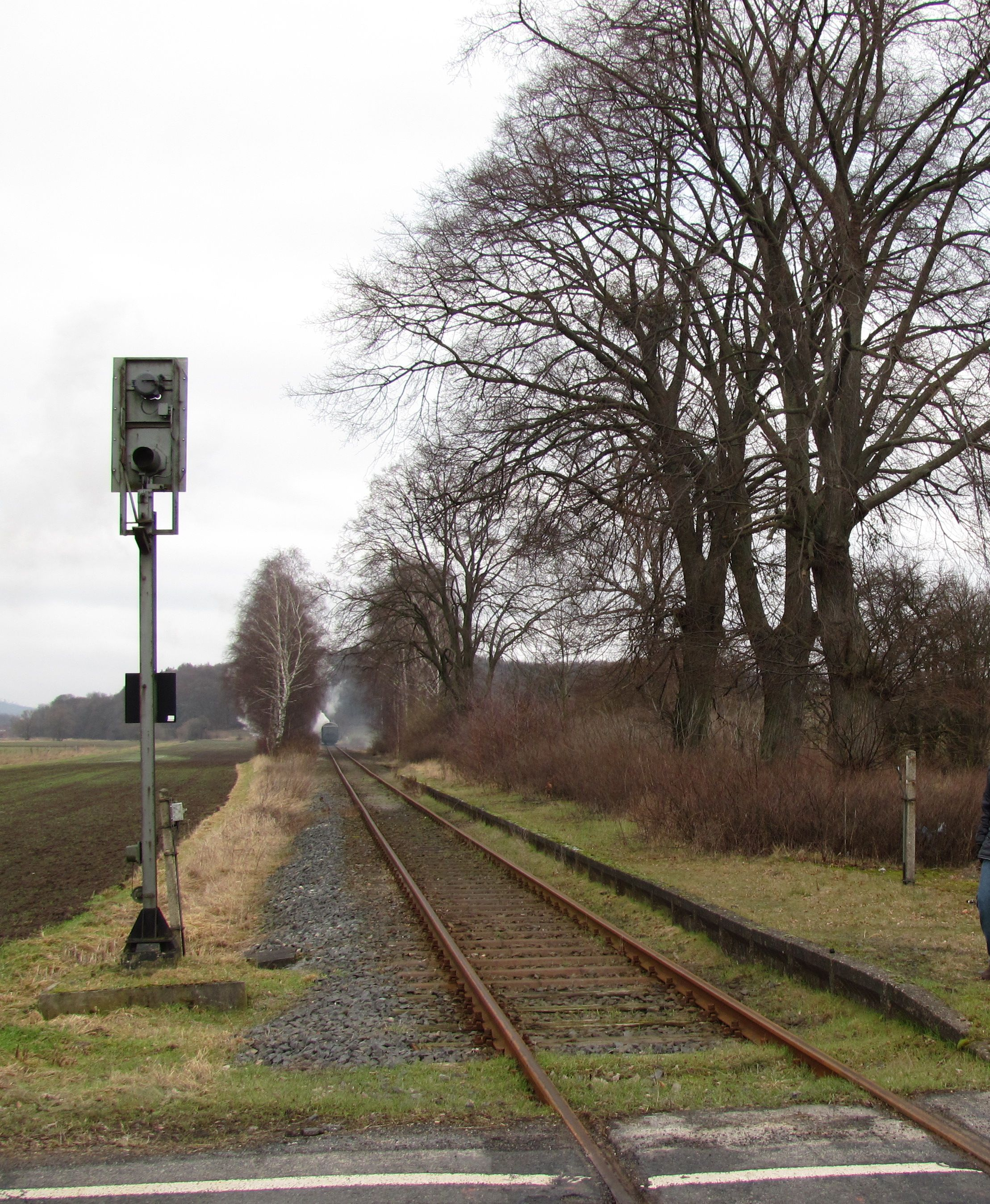
Ehemaliger Haltepunkt Wohldenberg

Holle liegt 20 Kilometer von Hildesheim entfernt verkehrsgünstig an den Bundesautobahnen 7 und 39. Die Bundesstraßen 6, 243 und die 444 führen durch die Gemeinde. Mit dem Bahnhof Derneburg besteht ein Anschluss an die Bahnstrecke Hildesheim–Goslar. Die Strecken Braunschweig–Salzgitter–Derneburg und  Derneburg–Seesen wurden bis in die 1990er-Jahre stillgelegt.

## In Holle Geborene
- Barthold Fritze (1697–1766), Erfinder, Musiktheoretiker und Tasteninstrumentenbauer